# Еужени д'Орс
Еужени д'Орс и Ровира (на каталонски: Eugeni d’Ors i Rovira, [əwˈʒɛni ˈðɔrs]) е каталонски и испански писател, журналист, философ и критик.

## Биография
Роден е на 28 септември 1881 година в Барселона, учи в Барселона и Мадрид. Започва да публикува през 1902 година и се включва в каталонското движение Ноусентизме. От 1911 година е секретар на Института за каталонски изследвания, а от 1917 до 1920 година е директор на общественото образование в Общността на Каталония. През 1923 година се премества в Мадрид и през следващите години започва да публикува на испански. По време на Гражданската война е активен поддръжник на Бунтовническата фракция.
Еужени д'Орс умира на 25 септември 1954 година във Виланова и ла Желтру.